# Liste der Vertriebenendenkmale in Mecklenburg-Vorpommern
Diese Liste der Vertriebenendenkmale in Mecklenburg-Vorpommern verzeichnet die Vertriebenendenkmale in Mecklenburg-Vorpommern.

## Liste

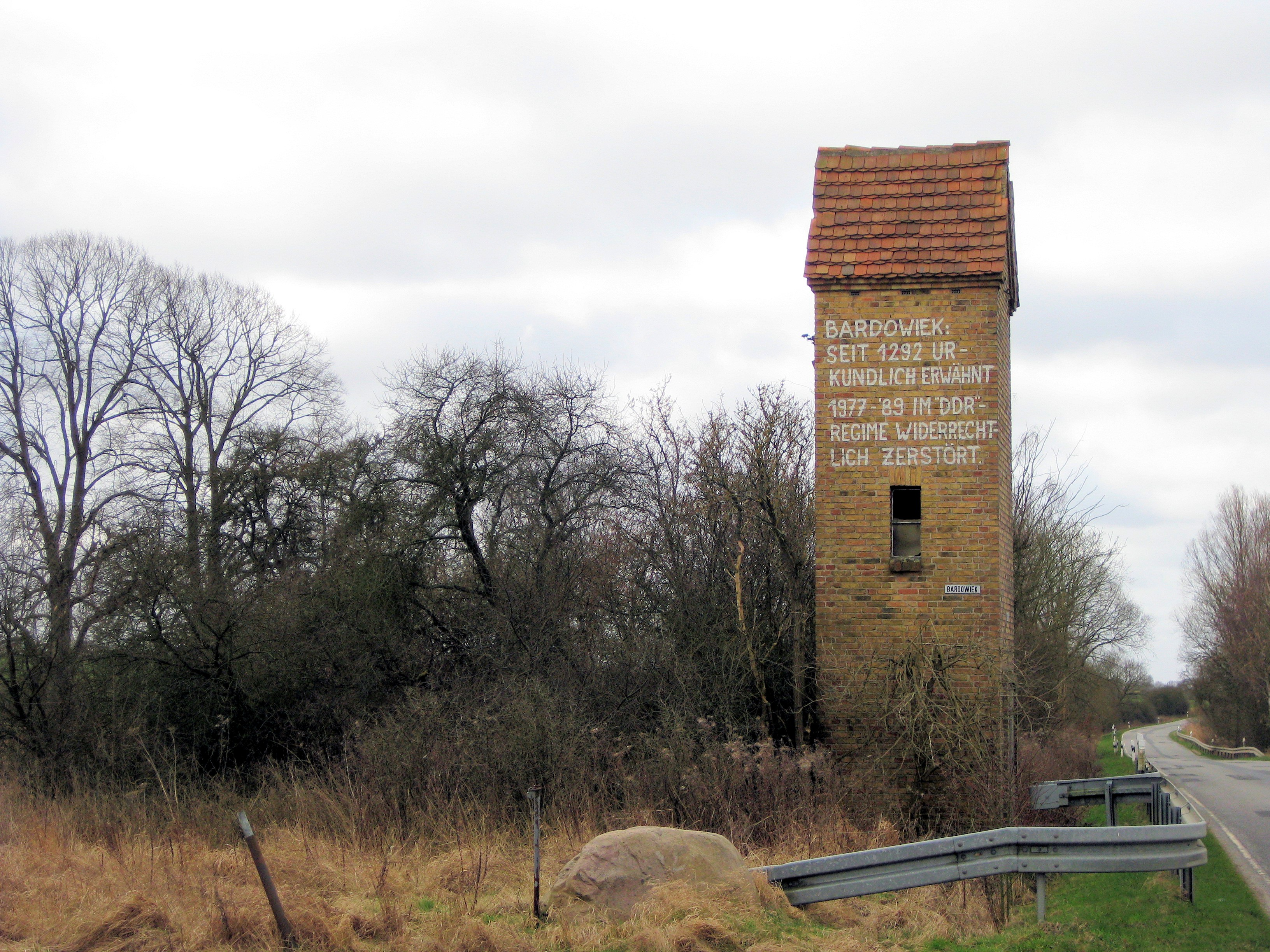
Bardowiek

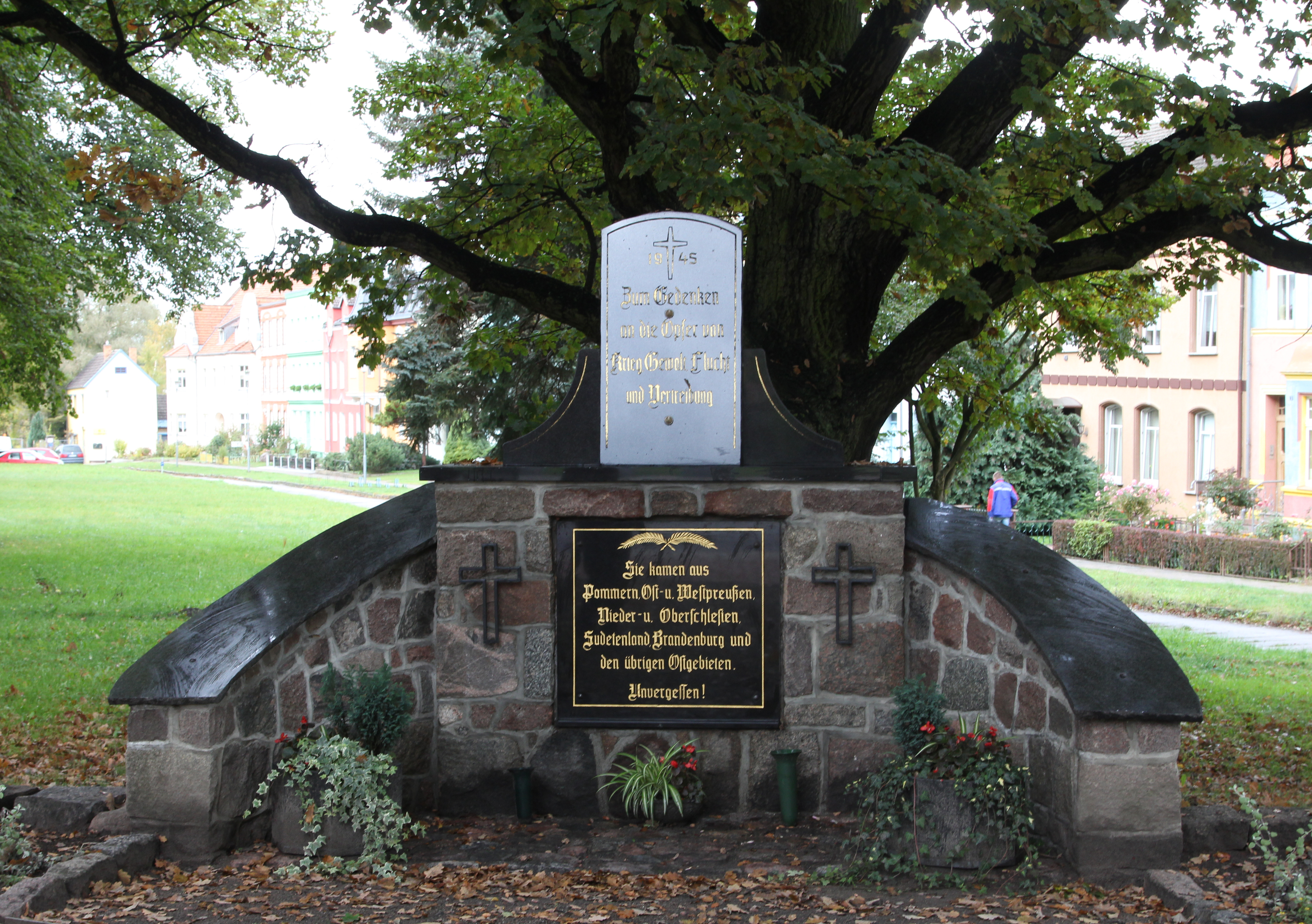
Friedland

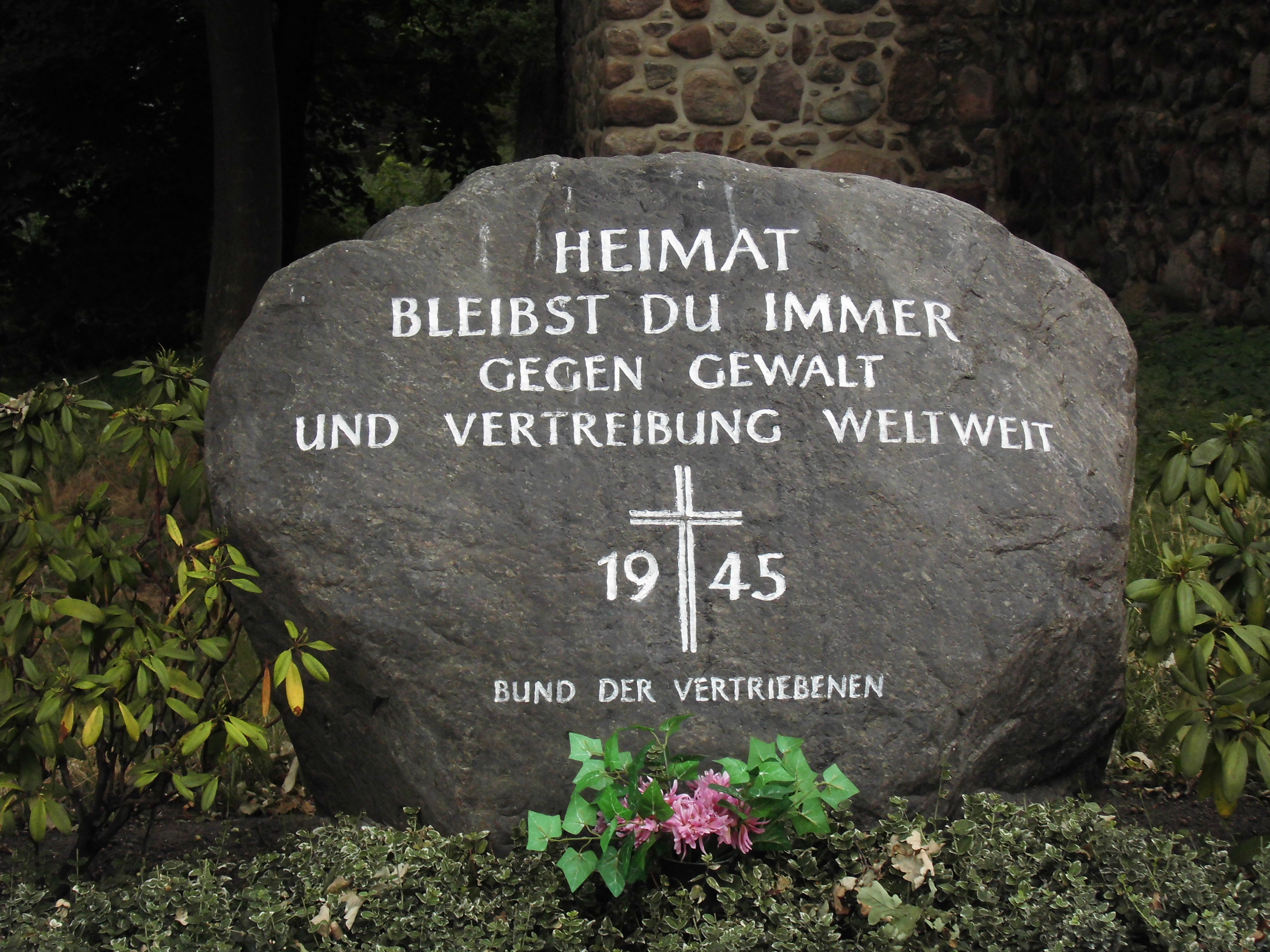
Neubrandenburg

- Anklam, Wallanlage am Steintor, Gedenkstein zu Flucht und Vertreibung aus dem Osten (1995)
- Bardowiek, Text auf Trafostation
- Eugenienberg, Privatgrundstück, Gedenkstein zum Recht auf Heimat und zur Deutschen Einheit von Joachim Bläsin.
- Friedland (Mecklenburg), August-Bebel-Platz, Mahnmal für die Opfer von Krieg, Gewalt, Flucht und Vertreibung.
- Alter Friedhof (Greifswald), Mahnmal der Pommerschen Landsmannschaft gegen Vertreibung und Krieg (1996)
- Laage: Von Herbst 1945 bis Herbst 1946 bestand in Kronskamp ein Quarantänelager für Flüchtlinge und Vertriebene. Wohl über 2000 Menschen starben hier an Hunger und Infektionskrankheiten.
- Neubrandenburg, Gedenkstein des Bundes der Vertriebenen an der Stadtmauer in der Großen Wollweberstraße (2009)
- Neustrelitz, Heidefriedhof: Gedenkstein mit eingraviertem Kreuz und vier Bronzeplatten mit den Namen von 197 in Neustrelitz verstorbenen Heimatvertriebenen
- Penzlin, Gedenkstein am Ortsrand: „Wer Heimat nicht kennt, kann Heimatverlust nicht erleiden.“ (Günter de Bruyn)
- Prenzlau, Gedenktafel am Platz der Einheit: „Vertreibung ist Unrecht. Die Opfer haben Anspruch darauf, daß die Überlebenden ihr Vermächtnis bewahren. Die Heimat bleibt unvergessen.“ (BdV Uckermark)
- Rostock, Gedenkstein auf dem Leibniz-Platz: „Zum Gedenken an die Toten und Vertriebenen des 2. Weltkrieges. Sie mahnen zur Erhaltung des Friedens. Die Vertriebenenverbände der Stadt Rostock im Jahr 2005.“
- Schwerin, Wasserturm in Neumühle, Gedenkstein für die Opfer aus Flucht und Vertreibung (2000)
- Stralsund, Mahn- und Gedenkstein in der Grünanlage zwischen Bahnhof und Altstadt (1997)
- Waren (Müritz), Friedhof an der Strelitzer Straße, Gedenkstein zu Flucht und Vertreibung.